# Missió d'Observació de les Nacions Unides per a l'Iraq i Kuwait
La Missió d'Observació de les Nacions Unides per a l'Iraq i Kuwait (també coneguda com a UNIKOM per les seves sigles en anglès) va ser una operació internacional de manteniment de la pau desplegada a la zona desmilitaritzada entre l'Iraq i Kuwait entre els anys 1991 i 2003.

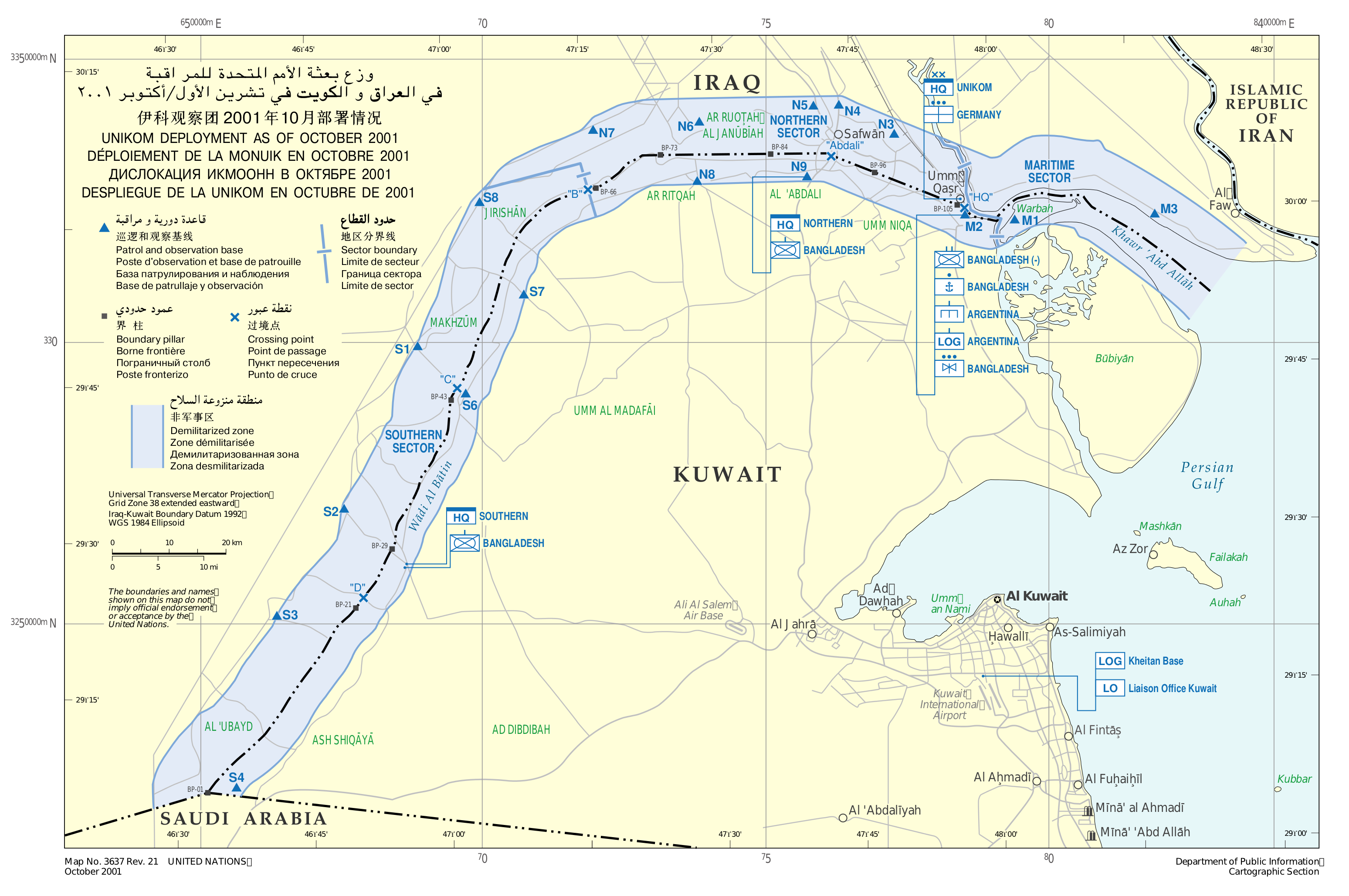
Desplegament de la UNIKOM l'octubre de 2001.

## Mandat
La missió va ser establerta amb l'aprovació de la resolució 689 del Consell de Seguretat de les Nacions Unides del 9 d'abril de 1991. Aquesta resolució, adoptada després de l'expulsió per la força de l'exèrcit iraquià del territori de Kuwait, establia inicialment una missió d'observació desarmada per supervisar la zona desmilitaritzada (d'una profunditat de 10 km a Iraq i de 5 km a Kuwait), impedir violacions frontereres i evitar agressions entre tots dos països després de la Guerra del Golf. Posteriorment, en 1993 i després d'incidents fronterers, el Consell de Seguretat va acordar augmentar el contingent de la UNIKOM i permetre que la missió realitzés accions militars per salvaguardar la zona desmilitaritzada i fer respectar la nova demarcació de la frontera entre l'Iraq i Kuwait. La seva seu era a Umm Qasr i fou acabada el 2003 amb la Resolució 1490.

## Efectius
La UNIKOM va tenir un desplegament màxim autoritzat de 3.645 efectius uniformats, incloent 300 observadors militars, entre 1993 i 1995. En els seus dotze anys d'existència, la UNIKOM va sofrir 18 baixes (13 militars i 5 civils personal de les Nacions Unides).